# Монк (станция метро)
«Мо́нк» (англ. Monk, фр. Monk) — станция Монреальского метрополитена на Зелёной линии. Между станциями «Ангриньон» и «Жоликёр». Обслуживается Монреальской транспортной корпорацией. Расположена в боро Ле-Сюд-Уэст, в  микрорайоне Виль-Эмар. Открыта 3 сентября 1978 года.

## История
«Монк» — станция мелкого заложения. Построена по проекту архитектурного бюро Блэс и Беланджер, который включал большую скульптурную композицию «Кирка и лопата» работы Жермена Бержерона. Две гигантские статуи рабочих, строящих станцию метро, должны были сопровождаться третьей — статуей бригадира, которая была сочтена излишней и отклонена.
Станция также имеет много балконов с видом на платформы, расположенные ниже, однако балконы были закрыты для обеспечения безопасности людей с нарушениями зрения.
Название станции ведёт происхождение от бульвара Монк. Есть версия, что он был назван в честь одного из членов семьи Монк. Несколько представителей этой фамилии занимали высокопоставленные должности в государственных органах и были политиками. Самым известным из них является сэр Джеймс Монк, который в 1776 году был назначен генеральным прокурором провинции Квебек. Он также был судьей, подчинённым суду вице-адмиралтейства, а затем главным судьёй судебного округа Монреаля.
Однако выбор названия для бульвара может относиться к тому факту, что в 1899 году адвокаты Фредерик Дебарш Монк и Жозеф-Ульрик Эмар с партнёрами приобрели землю у семьи Дэвидсон с целью сделать её частью городской застройки; позднее здесь образовался микрорайон Виль-Эмар. Застройщиками была проложена магистраль, которая называлась улицей Дэвидсон; в 1911 году она стала называться бульваром Монк.

## Рядом
Рядом со станцией располагаются Дугласский институт психического здоровья, Клиника Виль-Эмар, Библиотека имени Мари Угэ, Дом культуры имени Мари Угэ, школа Доллар-де-Ормо, школа Сен-Жан-де-Мата, школа Оноре-Мерсье.

## Транспорт
Маршруты STM:  (регулярные) 36 «Монк», 78 «Лорендо»; (ночные) 350 «Верден / Ла-Саль».